# ناجل كاظم أكسيس
(مايو 1908, إسطنبول16 فبراير 1999 , أنقرة)
ملحن موسيقى وملحن للسمفونيه التركيه التي أخذت حيزا بين الخمس اتراك.
وهو عضو في المجموعهالمعروفه باسم الاتراك الخمس والذي يكون رائدا للنطاق ومؤسس (شاغداش) الموسيقى التركيه. وأعماله الئيسيه الهامة من أجل منشوراتهوالسمفونيه الخامسه و (بللاد)و (جونشيرتو) من أجل الجوقة الموسيقيه و (الجونشيرتورات) والكمان الصغير والكمان و (الصور المصغره)من أجل البيانو والسمفونية الشعرية المسماة ب (قلعه أنقره). وقد أخذ دورا في مؤسسه الكونسرفتوار لدوله أنقره. وفي عام 1948 أصبح مديرا لهذه المؤسسة. وقد أصبح مديرا مرتين للأوبرا والبلية لدوله أنقره.
وهو واحد من إحدى عشر فنانا الذي أخذ لقب (فنان الدولة) في سنه 1971.

## حياته
ولد في إستطنبول عام 1908. والده (محمد كاظم باشا) مدير البوسطه الحربيه ووالدته السيده (أمينه) معلمه الأدب التي كانت مديره لمدرسه البنات الثانويه. وبدأ في سن السابعه بأخذ دروس الكمان. وفي مرحله التعليم المتوسط كان في مدرسه البنين الثانويه بإستطنبول.وفي هذه الأثناء قد كتب في صف الألحان ل (جمال راشد راى) في اداره اللحن.
وفي البداية قد إجتهد باللفيونيلسل (كمان جهير) مع (مسعود جميل) ثم مع (سيزاى أصال). وفي عام 1926 كتب في أكاديميه التمثيلوالموسيقى لدوله فيينا ذاهبا إلى النمسا. وأصبح طالبا (لجوزيف ماركس ولولثر كلينك) وبعد عام قد استمر في تعليمه حاصلا على منحه من الحكومة التركيه. وقد سجل أيضا في الكونسرفتوار لدوله (براج) عندما استمر في إكمال الدراسات العليا لأكادميه فيينا. وقد اشتغل بالموسيقى مع (ألويس هابا)و بالألحان مع (يوسف سوك).
وقد عاد إلى السكن الطلابى عام 1934 متخرجا من قسم الألحان في كلا الجامعتين. وفي الفترة التي تواجد بها في فيينا تعرف على السيده (نجيبه) وتزوج بها. وبعد زواجه أنجب ابنته (سيفل). وبمجرد أن عا إلى السكن الطلابى قد عمل كمساعد للمدير وعمل في التعليم بمكتبه (المعلم الموسيقيه) في أنقره وبنفس العام (ناجل كاظم أكسيس) الذي لحن بالأوبرا بعنوان (بيوندر) والذي أوصى عليه بسبب الذكرى السنويه الخمسة عشر لعودة مصطفى كمال أتاتورك إلى أنقره. وقد عمل بمدرسه الكونسرفتوار. وفي عام 1935 قد تكفل بمساعده (باول هيندميث) الملحن الألمانى الذي أتى إلى تركيا بدعوه من وزاره التربية والتعليم بهدف تأسيس كونسرفنوار لدوله أنقره.
وعندما ظهر قانون لقب العائلة أقنع عائلته برؤية التعليم الموسيقى وبعد فتره قصيره أصبح مساعدا لكسب المنح الدوليه وبطلب (حقى طارق أوس) أخذ لقب (أكسيس). وفي عام 1936 قد عين معلما لهذا الكونسرفتوار الذي أسس عن جديد. وفي نفس العام قد إشترك في الأبحاث الفلكوريه التي كانت بالماحفظه العثمانيه أضنة مع (علوى جمال أركن وعدنان سابجون بيلا بارتوك). وفي عام 1939 أصبح عمل أكسيس المسمى (شفتتلى) مقام موسيقى مع الأعمال الأخرى (الأتراك الخمس) في الحفلة الموسيقيه التي كانت في الذكرى السنويه السابعه (لخلق افلر).
وفي أعوام 1936 _1938 في أثناء فتره جيشه أقيمت له أسطوانه مسجله في أوروبا وسجلت من قبل مدينه. أوركسترا السيمفونية الرئاسية في أنقره والمسما ب (سمفونيه تاريخيه وقلعه أنقره) وهذا العمل أصبح اطوانات مسجله خارج الدولة وقد فاز بخاصيه كونه عمله التركى الأول. وبعام (1941) تزوج بالسيده (سعادت) وبعد هذا الزواج أنجب ولده (أوكشان) عام 1942 و (أحمد)  عام (1947). وبعام (1954) لحن ثلاثيه الالات الموسيقيه وبعام (1946) لحن رباعيه الالات الموسيقيه. وبعام (1946) قد كتب عمله المسمى (بويم) بالإلهام الذي أخذه من البحر الأبيض. وبعد عكله المسمى (بللاد) الذي لحنه عام (1947) دخل في حاله صمت. ب (بللاد). وقد عمل كمدير عام للفن الجميل بعام (1949) ومدير الكونسرفتوار بعام (1948).
وتواجد في بون في عامى (1957- 19550)وفي برن (مدينة) عام (1954)كصاحب للثقافه. وفي أعوام (1948-1960) أصبح مديرا عاما للأوبرا والبلية., وقد عاد لنفس الوظيفة من جديد في عام (1971) وقد تقاعد  برغبة منه عام (1972) عقب عدم استطاعته للتفاهم مع المستشار الثقافى الجديد وتغير الحكومة. وقد أظهر بعد عام (1960) مؤلفاته ذات الكورال العظيم وأعماله التي لحنها عقب مؤلفات الشعراء الأتراك أمثال (أورخان ولي قانيق وجهاد كوليبى ومليح جودت أنضاي والملحن الكبير للسمفونيات). وكتب مؤلفاته الهامة مثل (أتر نيفا كارى) وسمفونيته الأولى. وقد أقام مؤلفاته المسماة ب (أوركيسترا جونشيرتو) و (الغزل الديوانى) واستخدم تقنيه (راستلامسال) للمره الأولى في الغزل الديوانى. وقد أختير وكيلا وعضو مؤسس للإدارة في عام (1971).
وأصبح واحدا من الإحدى عشر الذين أخذوا عنوان فنان الدولة لأول مرع عام (1972). وقد أهدى اله موسيقيه وكتب جونشيرتو في أعوام (1976-1977). وكتب سمفونيته الثالثه والرابعه. وقد أخذ هديه فنيه (لأتاتورك) وسمفونيه شعريه بعنوان (حرب من أجل السلام) الذي كتبها عام (1981) من أجل الذكر السنويه المئة لوفاة (أتاتورك). وقد أكمل السمفونية الرابعه عام (1983). وقد أعطى دروسا في الكونسرفتوار الدولة بأنقره حتى الفترات الأخيره لحياة (ناجل كاظم أكسيس)الذي أخذ عنوان بروفيسور عام (1985). وقد أكمل سمفونيته الخامسه بعنوان (أتاتولاك الذي يقول!!)في عام (1988). وقد أستطاع إكمال القسم الأول فقط للسمفونيه السادسه بعنوان (الأبطال الأحياء). وفي 16 فبراير 1999 يوم الثلاثاء قد فارق الحياه. وفي نفس الوقت قد أكمل دروسه في كليه الفنون والموسيقى جامعة بيلكنت و (أكسيس) هو فنان صاحب أهميه كبيره كمعلم يلقى تعليمه على الشباب بجانب ألحانه. وطبع كتاب بعنوان (رحله إلى الاحنا من الصور الصغيره) ل (ناجل كاظم أكسيس) من طرف (إلياس أوغلو) عام (1998).

## لحنه
من الممكن التدقيق في الادوار الواضحه لألحان (ناجل كاظم أكسيس) المعروفه بكونه مؤلف سمفونيته العظيمه. وتشمل الفترة الأخيره لسنوات من عام (1929) حتى عام (1930) على أعماله الأولى الذي تصادف بكونها في نفس سنوات تعليمه بأوروبا. ومن أعماله بهذه الفترة (الفلجور وبريلود للبيانو وأليجرو فيروس وأوبرا ميته وبيانو سوناتا). وممن الممكن وصف أشاليب أبحاثه ومؤلفاته في هذه الفترة. وبمجرد أن عاد إلى الوطن عام (1934) أخذت ألحانه عنوان (بيوندر) في الذكرى لاسنويه الخامسه عشر تطوير مصطفى كمال أتاتورك لأنقره.
وأعماله والموسيقى التركيه كان لها تأثير على الشعب. وبعام (1940) يدخل في عهد جديد. وبهذه الفترة بدأ إتضاح (اسلوب أكسيس) في خصائص سمفونيته وأعماله وهذا الإسلوب من ناحيه الخصائص التناغميه فإنه يتشكل بتعابير الملحنين أما من جهة التوافق التاغمى والانسجام فإنه يعتمد على المقام اتلركى. وقد بدأ بالظهور في هذه الفترة بأعماله العظيمه مثل (عشرة أجزاء للبيانو وإترى نفكار وكمان جونشيرتو وسمفونيته الأولى والبللاد وقلعه أنقره) وقد ازدادت أعماله كثيرا. وقد تأسست مرحله اللحن التي استمرت حتى وفاته والذي بدأ (بالغزل الديوانى) عام (1976)وذلك في الفترة الأخيره ل (ناجل كاظم أكسيس). وأنتج الملحن في هذه الفترة المتقدمه مؤلفته العظيمه من أجل أوكسترا والكورال والمعزوفات. وفي كتابته للأوركيسترا قد أستفاد من الموسيقى التي احضرها.وقد أختير كعضو لتجديد (الأتراك الخمس) أيضا مع هذه الإتجهات. وكان الملحن يهدى إلى شهداء (قلعه شناك) عمله العظيم الذي جهزه من أجل (أوركيستا والكورو والسولو) والذي بدأ في كتابته عندما كان عمره 85 عاما. وقد توقف عندما أتم الجزء الأول من سمفونيته السادسه الذي قدمها تحت عنوان (الأبطال الأحياء). ومن بعض مؤلفاته التي إشتغل بها خارج الدولة هي:
(قلعه أنقره) وقد ألفت إسطوانه مسجله وسرقت عام (1943) مع أوركيسترا في مدينه (برلين).
(بللاد) ومؤلفاته الأاكثر سرقه كانت خارج البد بادئا من عام (1950) في (فيينا ومسكوفا وبورسكل وبوكريش وتونس وباريس ومونسر وبرمنجام ولوندرا).
(بويم) ذكرت من قبل سمفونيه أوركيسترا التي في روما وفي المعزوفات التي مانت تحت إداره (فرانسو كراكويتو وشلست انتونيو) عام (1949).
(السمفونية الأولى) ذكرت من قبل سمفونيه أوركيسترا في (أذربيجان) التي تحت إداره (نياز تاجيزاد) مع (كمان الجونشيرتو)عام (1972) من قبل سمفونيه أوركيسترا والتي تحت إداره (فيينا وليسنج والتونكو نتيين) عام (1968).
(السمفونية الثانية) سرقت في (التركمان) عام (1997) من قبل أوركيسترا ساز تحت إداره (محمد ناظر ممدوف).
(كمانجونشيرتو) ذكرت من قبل (راديو فلارمونى وأن دى أر) الذي تحت إداره (رنجيم جوكمان)وفي معزوفه (جهاد عشق) مع بعض أعماله التركيه الأخرى بمناسبة المعرض العالمى الذي في (هونفر).
وفي عام (1990) (الالات الموسيقيه الرباعيه رقم 1 و4) ذكرت في مدن (هلسنكى وبيس وبوداييشت وبراتيسلافا وبراج ودلاسليدورف)في أوروبا.

## عناوينه وجوائزه
1- عام (1957) (منشئ جائزة الخدمة) الدرجة الأولى بألمانيه.
2-عام (1963) عنوان الجولات بإيطاليا.
3-في عام (1973) المداليه الإيطاليه.
4-عام (1971)بعنوان فنان الدولة بالجمهورية التركيه.
5- في عام (1973) الميدالية الثقافيه وفن حبب بورجيره بتونس.
6-عام (1981) الهدية الفنيه لأتاتورك.
7- عام (1992) الميدالية الذهبيه والجائزة الوقفيه.
8- عام (1998) بعنوان (دكنور فهرى) جامعه استطنبول.

## الشهرة والجوقة الموسيقيه
1-الشعر والموسيقى من أجل الجوقة الموسيقيه والباس باريتون.
2- السمفونية الملحنه من أجل (سوبرانو وكورو وجوقه موسيقيه) عام (1973).
3- (السلجولار) من أجل (سبرانو وباديون وباسباريتون) عام (1976).
4- (الغزل الديوانى)(تينور والجوقة الموسيقيه)عام)1940).
1-المسجلات التركيه (1938).
2- نشيد الكونسرفتوار مع (أركن)عام (1940).
3-الملخصات الكوراليه عام (1947).
5-نشيد العام الخمسين عام (1973).
6- الشعراء الشعبيين الذين أعطوا القلب إلى استطنبول عام (1983).
ا

## الشهرة والبيانو
1- البورتيرات عام (1965).
2- الموسيقى الشعرية عام (1975).
3-نعم أم لا (1988).
4- سمفونيه الرقص عام (1940).
5-(قلعة أنقره)(السمفونية الشعرية).
6-البللاد من أجل اجوقه الموسيقيه عام (1947).
7-الرقص الثانى منذ القدم عام (1960).
8- السمفونية الأولى عام (1966).
9-(نيفكار اترى) لأجل الجوقة الموسيقيه الكبيره.
10- المناداة عام (1973).
11- السمفونية الثانية من اجل الالات الموسيقيه عام (1978).
12- السمفونية الثالثه عام (1980).
13-(جونشيرتو) عام (1977-1976).
14-(الحرب من أجل السلام)السمفونية الشعرية عام (1981).
15- السمفونية الرابعه من أجل الجوقة الموسيقيه والسموفنيه الرومانيه عام (1984-1083).
16-السمفونية الخامسه (أتاتورك الذي يقول !!) من أجل الاورج والتينور والكورال والسمفونية.

## جونشيرتو
1-الشعر من أجل الاكوستيرو والكمان عام (1946).
2-جونشيرتو الكمان عام (1969).
3-جونشيرتو الكمان والكمان الصغير عام (1977).
4-(اديل) من أجل الاوركيستا والكمان (1980).

## موسيقى الأودا
1- (البرجو فورس) للبيانو الساكسفون والكلارينت.
2- (البومى) للبيانو والكمان عام (1933).
3-(السونات) للبيانو عام (1933).
4-(الثلاث أشعار) للرباعيه الموسيقيه وميزسبرانو عام (1933)ز
5-(تربو)من أجل الموسيقى عام (1945).
6-الراعيه الموسيقيه الأولى عام (1946).
7-الرباعيه الموسيقيه الثانية عام (01971).
8-الرباعيه الموسيقيه الثالثه عام (1979).
9- الرباعيه الموسيقيه الرابعه عام (19909.

## مؤلفاته لاألة السولو
1-(بربلود وفجلر) للبيانو عام (1999).
2- (الجزء الخامس) للبيانو عام (1930).
3-(سونات) للبيانو عام (19309).
4-(الصور الصغيره) للبيانو عام (1936).
5- (العشر أجزاء)للبيانو عام (1964).
6-(جاربربكو للكمان) عام (1977).
7-(الميلودى الخزين)للكمان عام (1984).

## مؤلفاته المسرحيه
1-(انتيجون)للالات الموسيقيه عام (1936).
2-(أودييوس) للالات الموسيقيه المستخدمه بالنفخ والالات الموسيقيه وكورال السيدات عام (1936).
3-(جول سيزار)للالات المستخده بالنفخ والالات الموسيقيه عام (19369).